# Izolda Cela
Maria Izolda Cela de Arruda Coelho (née le 9 mai 1960) est une professeure, psychologue et femme politique brésilienne. Comme 60ème et actuelle gouverneure du Ceará, elle est aussi la première femme de l'histoire à assumer le gouvernement de cet État, .

## Carrière professionnelle

### Activité dans les sciences de l'éducation
Cette psychologue a exercé comme clinicienne et psychologue scolaire de 1988 à 1995. Elle a occupé le poste de vice-procureur de l'extension et a coordonné le programme d'alphabétisation solidaire pour l'état de Ceará, depuis sa mise en œuvre, en 1997, jusqu'en décembre 2000. À l'université d'Estadual Vale de Acaraú, elle était également Professeure de pédagogie à l'Université, où elle donnait des cours dans le domaine de la psychologie du développement et de l'apprentissage.

### Carrière politique
Elle a été affiliée successivement au Parti des travailleurs (PT), au Parti républicain de l'ordre social (PROS), au Parti démocratique du travail (PDT) et est actuellement sans étiquette. Elle a remplacé Camilo Santana, en avril 2002, celui-ci ayant décidé de se présenter au sénat fédéral. Elle occupait depuis 2014 des fonctions de vice-gouverneure de l'état de Ceara,
Pressentie en Décembre 2022 pour devenir ministre de l'éducation à la suite du retour de Lula au pouvoir, elle défend l'accès à l'éducation de base pour tous au Brésil, ce qui devrait selon elle être une priorité du gouvernement fédéral.

## Récompense
Le 20 décembre 2022, elle reçoit un titre de Docteur Honoris Causa de l'Institut fédéral d'éducation, de science et de technologie de l'université fédérale de Ceará, en même temps que l'ancien député fédéral Ariosto Holanda (pt) et la défenseure des droits des femmes Maria da Penha